# Liviu Dragnea
Liviu Dragnea, född 28 oktober 1962 i Gratia, är en rumänsk ingenjör och politiker som mellan 2015 och 2019 var partiledare för Socialdemokratiska partiet (PSD). Han har tidigare haft posterna som Rumäniens inrikesminister, regionminister och vice premiärminister.
Dragnea har bland annat studerat vid Bukarests polytekniska universitet och Carol I:s nationella försvarsuniversitet.. Hans politiska karriär började 1996 när han valdes in i Turnu Măgureles stadsfullmäktige för Demokratiska partiet. År 2000 bytte han parti till PSD och blev samma år ordförande för stadsfullmäktige i Teleorman.
I juni 2018 dömdes Dragnea till 3 år och 6 månaders fängelse av Rumäniens högsta domstol för anstiftan till missbruk av ämbetet som ordförande i Teleorams stadsfullmäktige. Domen fastställdes i maj 2019 efter att ha överklagats.